# Asura (Hinduismus)

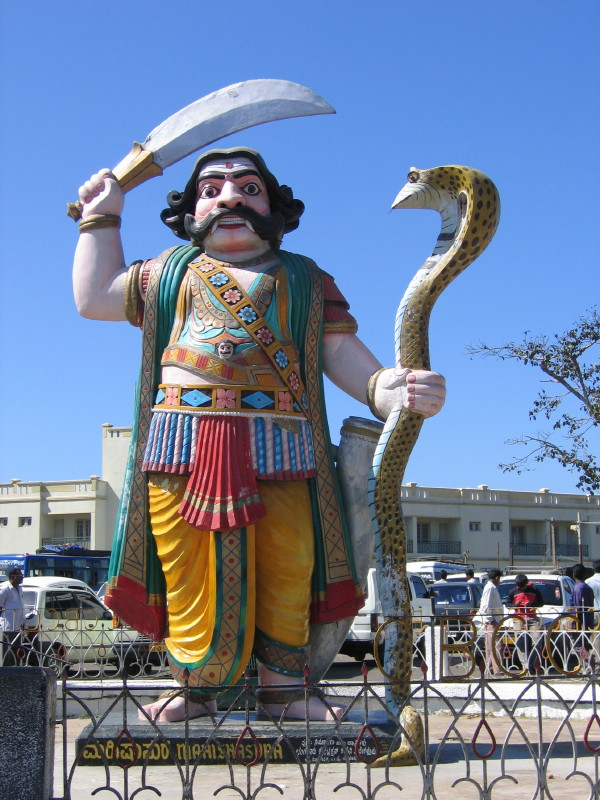
Der Dämon Mahishasura, Statue beim Chamundi-Hügel, Mysuru

Die Asuras (Sanskrit, m., असुर, asura, Dämon, böser Geist) sind im Hinduismus die Dämonen, die Gegenspieler der lichtvollen Devas oder Suras. Laut Mythologie sind sie die machtvollen Kinder der Göttin Diti. Im Rigveda erscheint der Begriff teils auch in der Bedeutung „göttlich“, „guter Geist“ oder „höchster Geist“.

## Etymologie und Grundbedeutung
Das Wort Sura bedeutet im Sanskrit „Lichtwesen“ (vgl. „Surya“, den Namen des hinduistischen Sonnengottes). Durch die Vorsilbe „a“ wird die Verneinung bzw. die Bezeichnung des Gegenteils ausgedrückt. Asuras sind somit „Gegner der Lichtwesen“, und das Wort Asura wird häufig mit Dämon übersetzt. Sie sind jedoch nicht Höllenwesen, sondern ehrgeizige, eifersüchtige und neidische Kreaturen, die die Devas (Götter) bekämpfen. Kennzeichen eines Asuras ist sein persönliches Verhalten, durch das er sich der göttlichen Ordnung, dem Dharma, widersetzt.

## Mythologie im Hinduismus
Nach hinduistischer Überlieferung waren sie einst Himmlische, die von den Devas verdrängt wurden. Im Rigveda gibt es noch keine eindeutige Trennung zwischen Devas und Asuras, aber der Ausdruck Asura wird vor allem auf die Gruppe der höchsten Götter angewandt, die Adityas, deren Haupt Varuna ist, der Herr des Universums. Die anderen Himmlischen wie Indra, Agni, Soma wurden Devas genannt. Erst in späteren Schichten des Rigveda und dem Atharvaveda bekommt das Wort die Bedeutung Dämon und seither wurde dieser Sinngehalt beibehalten.
Laut Mythologie entstanden sie zusammen mit allen Himmlischen, Menschen und Tieren, aus dem Asu, dem Atem des Schöpfers Prajapati. Bei ihrer Erschaffung erhielten sie wie alle anderen Geschöpfe als Gabe die Wahrheit und die Lüge. Später jedoch sollen sie die Wahrheit abgelegt und dadurch ihre dämonische Natur entwickelt haben. Sie gelten als Gestaltwechsler und werden oft in menschlicher Form, häufig auch als dickleibige, grobe oder sogar tierische Wesen dargestellt, was u. a. ihre Funktion als Verkörperung des Negativen und der Zerstörung darstellt. Zu den Asuras zählen die Gruppe der dämonischen Daityas und der Danavas.

## Charaktereigenschaften
Im religiösen Symbolismus der hinduistischen Schriften kommt die Auseinandersetzung mit den Asuras an vielen Stellen vor. So geht die Bhagavadgita ausführlich auf Charaktereigenschaften ein, die den Asura ausmachen, nämlich „... Prahlsucht, Anmaßung, Überheblichkeit, Zorn, Rauheit und Unwissen ...“ (BhG16.4) im Gegensatz zu den Eigenschaften göttlicher Natur, u. a. „Kraft, Vergebung, Reinheit, Stärke ...“ (BhG.16.3).

## Erlösungsfähigkeit
Im hinduistischen Denken sind aber auch Asuras, die Verkörperungen des „Bösen“, erlösungsfähig. In der Geschichte um die Entstehung von Durga beispielsweise ist die Tyrannei von Mahishasura, dem mächtigen Büffeldämon, Ursache für die Manifestation der Göttin. Zur Rettung aller Geschöpfe bekämpft und tötet sie ihn (siehe auch Durga Puja). Der anschließende Lobgesang der Himmlischen drückt aber aus, dass dieser „Tod“ durch die Göttin für Asuras die Erlösung bedeutet: „Du richtest die Waffen gegen sie, damit sie gereinigt die höheren Welten erreichen.“ (Devi Mahatmya IV.19.)

## Der Niedergang der Asuras
Detaillierte Ausführungen über die Ursache des Niedergangs der Asuras in einer fernen mythischen Vergangenheit finden sich im Mahabharata, wo sie auch als „die älteren Brüder der Götter“ bezeichnet werden. In einer Passage des 3. Buches (Vanaparvan) berichtet der Seher Lomasha dem Helden Yudhishthira, wie die ursprünglich mächtigen Asuras aufgrund von Verblendung dekadent wurden. „Dereinst, im Zeitalter der Götter, wurde ich Zeuge all dessen, wie die Götter den Dharma schätzten, während die Asuras ihn preisgaben.“ Weiter heißt es dann, dass die Asuras von Stolz erfüllt waren, der zu Hochmut wurde und sich schließlich zu Zorn und zu Schamlosigkeit entwickelte, welche sie schließlich korrumpierte. „So wurden Glück und Fülle den Göttern zuteil, während die Asuras ins Unglück stürzten. Dem Unglück anheim gefallen und ihr Geist voller Stolz, zerstritten sich die Daityas und Danavas ... und alsbald erfolgte ihre Zerstörung.“